# Olho d’Água do Piauí
Olho d'Água do Piauí település Brazíliában, Piauí államban. Olho d’Água do Piauí Barro Duro, Água Branca, Piauí, Hugo Napoleão, Lagoinha do Piauí, Miguel Leão, Monsenhor Gil és Passagem Franca do Piauí községekkel határos.

## Népesség
| Lakosok száma | 2283 | 2626 | 2468 | 2477 | 2637 |
|               | 2000 | 2010 | 2020 | 2021 | 2022 |